# Thielenburger See
Der Thielenburger See ist ein künstlich angelegter See in der Stadt Dannenberg (Elbe) in der Samtgemeinde Elbtalaue im Landkreis Lüchow-Dannenberg in Niedersachsen. 
Der über 13 ha große, in seiner heutigen Ausdehnung in den 1980er Jahren durch Bodenabbau entstandene See liegt östlich nahe am Stadtzentrum von Dannenberg und nordöstlich des Jeetzelstadions. Am westlichen Ufer fließt die Alte Jeetzel vorbei; die B 191 verläuft südlich in geringer Entfernung. Ein Teilbereich der Seefläche nahe der Alten Jeetzel war bereits in den 1970er Jahren ausgehoben worden.
Es handelt sich um ein beliebtes Naherholungsgebiet, wobei insbesondere ein gut zwei Kilometer langer Rundweg um den buchtenreichen See genutzt wird. Badebetrieb findet nicht statt – in direkter Nachbarschaft liegt aber das Dannenberger Freibad. 2017 wurde von der Stadt ein gestalterisches Entwicklungskonzept initiiert, das in den Folgejahren realisiert wurde und wird. Es beinhaltet u. a. den Ausbau und die Beleuchtung von Wegen, zusätzliche Sport- und Spielstätten, die Anlage von Stegen am Ufer und den Bau einer weiteren Jeetzelbrücke zur besseren Anbindung von Innenstadt und See.